# Hold On (песня Korn)
Hold On (с англ. — «Держись») — песня нью-метал-группы Korn и второй сингл с их восьмого студийного альбома, Untitled. Трек был выбран поклонниками группы по результатам голосования на MySpace, опередив «Bitch We Got a Problem» и «Innocent Bystander».

## Музыка и структура
Манки охарактеризовал песню как "наиболее близкую к оригинальным песням Korn" с альбома Untitled, возможно из-за её ритма. Также это одна из четырёх песен, ударные партии к которой исполнил Брукс Вакерман из Bad Religion.

## Джеймс Шафферкомментирует значение песни
Это что-то вроде песни доверия. Она посвящена людям, столкнувшимся с какой-либо болезнью или разладом в отношениях, или ещё чем-нибудь. Эта песня о том, что просто нужно держаться. Я хотел написать песню, которую люди смогут слушать и которая будет давать им надежду

## Музыкальное видео
Действие видео на "Hold On" происходит в обстановке родео с Манки и Дэвисом, пытающимися удержать (англ. Hold On) своих быков чтобы выиграть состязание. Видео посвящено наезднику на быках Лэйну Фросту, погибшему 30 июля 1989 в результате травм, полученных после падения с быка.

## Реклама Ford Focus
"Hold On" использовалась в рекламе нового Ford Focus. Эта реклама была впервые показана во время одной из игр Мировой серии Главной лиги бейсбола между Колорадо Рокиз и Бостон Ред Сокс
.

## Сноски
1. ↑  Korn хотят чтобы фанаты выбрали песню для следующего сингла (англ.). KornSpace.com. Дата обращения: 19 декабря 2007. Архивировано 5 августа 2013 года.
2. ↑  Манки рассказывает о предпосылках песни (англ.). KornSpace.com. Дата обращения: 19 декабря 2007. Архивировано 5 октября 2007 года.
3. ↑  В рекламе Ford Focus используется "Hold On" (англ.). KornSpace.com. Дата обращения: 19 декабря 2007. Архивировано 29 октября 2007 года.